# لمس نرسیسیان
لمس سورنی نرسیسیان (ارمنی: Լեմս Սուրենի Ներսիսյան؛  ۱ اکتبر ۱۹۴۶) یک نقاش اهل ارمنستان است. وی از سال میلادی تاکنون مشغول فعالیت بوده است.

## زندگی‌نامه
وی در ۱ اکتبر ۱۹۴۶ در آیگاباتس به دنیا آمد و از دانشگاه دولتی علوم پرورشی خاچاطور آبوویان ارمنستان فارغ‌التحصیل شد. وی عضو اتحادیه نقاشان ارمنستان می‌باشد. وی همچنین برندهٔ جوایزی همچون چهره هنری شایسته جمهوری ارمنستان (۲۰۰۸) شده است.

## نگارخانه

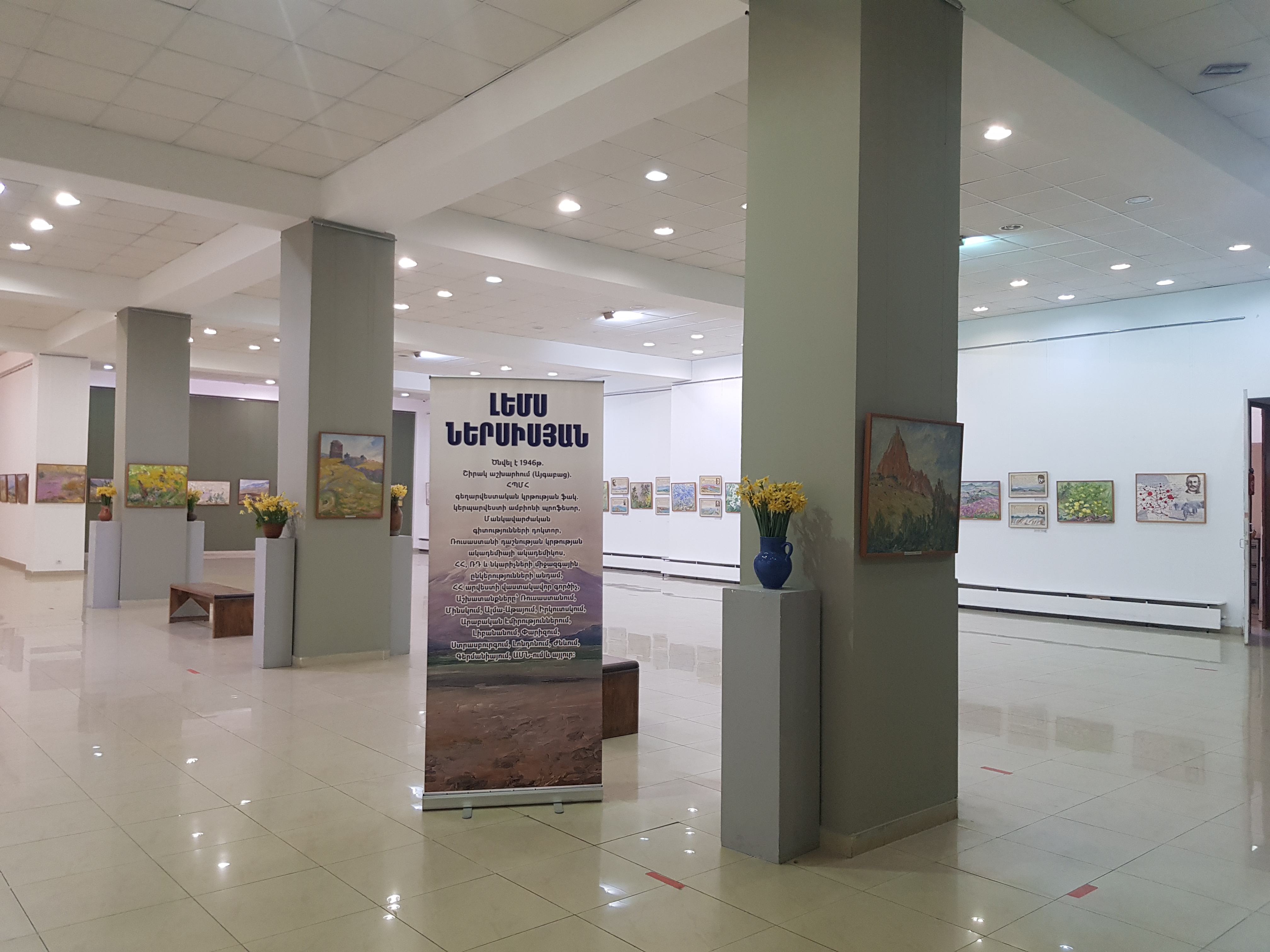
Լեմս Ներսիսյանին «Էրգիր Ավետյաց» ցուցահանդեսը Հայաստանի նկարիչների միությունում, ۲۰۲۱
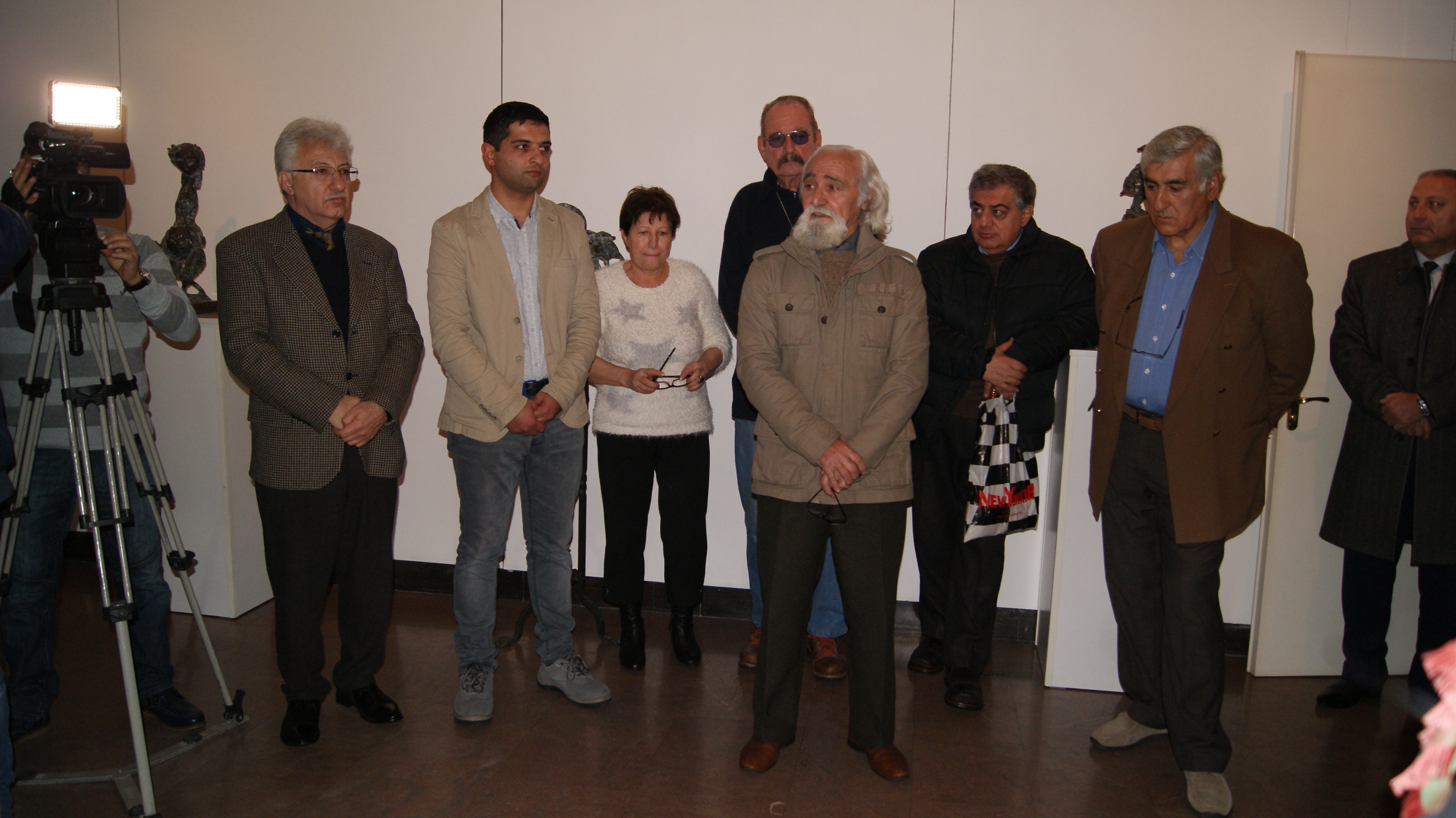